# 레이튼 미스터리 탐정사무소 ~카트리에일의 수수께끼 파일~
《레이튼 미스터리 탐정사무소 ~카트리에일의 수수께끼 파일~》(일본어: レイトン ミステリー探偵社～カトリーのナゾトキファイル～)은 LEVEL-5의 게임 레이튼 교수 시리즈 중 작품인 《레이튼 미스터리 저니: 일곱 대부호의 음모》에서 원작한 애니메이션이다. 2018년 4월 8일부터 2019년 3월 31일까지 후지 TV 계열에서 매주 일요일 8:30~9:00(JST)에 총 50화가 방영되었다. 대한민국에서는 투니버스에서 1~20화는 2019년 4월 11일부터 6월 13일까지 매주 목요일 저녁 8시에 방영했다. 21~40화는 같은 해 11월 7일부터 2020년 1월 9일까지 방영했다. 41~50화는 4월 9일부터 5월 7일까지 밤 9시에 방영되었다.

## 줄거리
어느 날 갑자기 모습을 감춘 아버지 레이튼 교수를 찾기 위해 탐정사무소를 운영하는 카트리에일 레이튼의 기상천외한 사건을 해결하기 위한 이야기.

## 등장인물

### 주요 인물
| 등장 인물              | 일본 성우       | 한국 성우(게임) | 한국 성우(애니메이션) |
| ---------------------- | --------------- | --------------- | --------------------- |
| 카트리에일 레이튼      | 하나자와 카나   | 윤아영          | 윤아영                |
| 셜로                   | 코스기 쥬로타   | 엄상현          | 신용우                |
| 노아 몬톨              | 이케다 쿄스케   | 남도형          | 강성우                |
| 다즐링 아스푸아로 경감 | 타다노 요헤이   | 온영삼          | 송준석                |
| 제럴딘 로이어          | 야마무라 히비쿠 | 문남숙          | 정혜옥                |

### 이전 작품에 등장했던 인물
- 허셜 레이튼(성우: 야마데라 코이치/김영선)
- 루크 트라이튼(성우: 사이토 소우마/심규혁)
- 메어리나 트라이튼(성우: 세토 아사미/김가령)
- 로자 그라임스(성우: 마야마 아코/전숙경)
- 돈 파올로(성우: 이나바 미노루/박성태)
- 도널드 잭번(성우: 나카 히로시/박성태)

### 7인의 부호
- 리들리 플레멘스(성우: 나가오 아키라/우정신)
- 안드레아 퀸트(성우: 스에가라 리에/여민정)
- 클라크 가스펙(성우: 스기노 타누키/최준영)
- 스콜라 걸프레쳐(성우: 타나카 아키코/임윤선)
- 잭 라이엘(성우: 노무라 켄지/안장혁)
- 헨리 애질런트(성우: 고토 테츠오/이광수)
- 마크 스칼로이드(성우: 카와나카코 마사토/손수호)

### 단역
- 송준석: 악기점 주인, 내레이션, 델모나
- 정혜옥: 유키
- 강호철: 사이먼, 카페 점원
- 김지율: 가펑클, 승객, 올리버, 노벨, 네지
- 이자명: 사만다, 노파
- 강새봄: 린다, 점원, 켈리, 어린 길몬드, 신디, 섀도, 헬렌, 리들리 엄마, 어린 크리스, 리나, 알레시아, 레이니, 카라
- 유영: 브랜다, 어린 가펑클, 레오, 베스, 패트리, 제니퍼, 아이샤, 바네사, 캘리, 비비안, 키아나
- 홍승효: 벤, 해롤드, 바샤, 피트, 그레고리, 순경, 새미, 라이언, 폴, 도미니크, 세일러, 오센, 노셀
- 현경수: 사이먼 아버지, 파스텔
- 박리나: 어린 사이먼, 올리비아
- 김도희: 귀부인, 다이애나, 플리스케, 캐롤, 어린 키, 간호사, 줄리에타, 마녀, 딜시, 마이시
- 김정훈: 앤디, 안톤, 클락맨
- 조현정: 리브
- 김채하: 밴갈리, 엘리자베스, 메리
- 김신우: 형사, 아몬 트레드, 배번, 길리안
- 김명준: 프레데릭
- 임채헌: 바그먼, 오스왈드, 로이 콘래드, 기자
- 김다올: 레지, 머쉬, 찰리, 고든, 몰트, 올센, 한스, 거래처 사장, 칼너츠, 죠리
- 김새해: 울라
- 손수호: 래트맨
- 이상호: 조니, 네이선, 토터, 올콧, 레스터, 키, 어린 네로, 차드, 메라크, 크레이프 상인, 탄토, 데니, 아놀드
- 임윤선: 수잔, 봉황
- 박시윤: 엘렌, 마론, 로즈, 릴리안, 라라, 아이린
- 이계윤: 헤니샤 메이어, 메이
- 소정환: 아플레타, 클리프
- 유해무: 대니
- 김가령: 어린 클리프
- 박성태: 드리스탄, 한나 아빠
- 이상범: 해리 길몬트, 티모시
- 김정은: 하머, 하퍼 챔플
- 최준영: 알버트
- 은영선: 릴리아 아스푸아로
- 설영범: 액커
- 여윤미: 사라,리나
- 강구한: 화이트홀
- 차명화: 일다
- 황창영: 민튼
- 전해리: 도라
- 박영화: 몽고메리
- 한신: 포그, 잭클리
- 박만영: 카를로스
- 이지현: 데릴
- 은정: 카밀라
- 윤세웅: 네로
- 정혜원: 마담, 데이지, 어린 단테스
- 전태열: 어시맨
- 박지윤: 알리, 스콧 엄마
- 김하루: 스콧
- 원호섭: 리들리 아빠, 앨빈
- 이주창: 브리트니어스, 보일러
- 권성혁: 레이너드
- 김광국: 모글스
- 정유정: 트린, 샤리
- 최한: 한스
- 민승우: 캄조, 재크
- 이소은: 사만다
- 장민혁: 대너
- 류점희: 미니미
- 방연지: 안네
- 홍범기: 크리스
- 김장: 알데바란
- 곽윤상: 델렌다
- 권혁수: 버넘트, 사제
- 최지훈: 토마스
- 이인성: 카케일
- 김연우: 앤지
- 김현욱: 에릭
- 정유미: 샤머나
- 이호산: 왓손
- 시영준: 돈디
- 홍진욱: 게르하르트, 딜리 슈스
- 이장원: 푸용 부용
- 이현진: 한나
- 사성웅: 단테스
- 장광: 논브르
- 김영찬: 버틀러, 에밀
- 양정화: 노아 엄마

## 방영 목록
| 회차          | 제목                                      | 방송 일자        |
| ------------- | ----------------------------------------- | ---------------- |
| 1화           | 카트리에일과 이상한 집                    | 2019년 4월 11일  |
| 2화           | 카트리에일과 되살아난시체                 | 2019년 4월 11일  |
| 3화           | 카트리에일과 악마의드레스                 | 2019년 4월 18일  |
| 4화           | 카트리에일과 세기의 대괴도                | 2019년 4월 18일  |
| 5화           | 카트리에일과 행운의 남자                  | 2019년 4월 25일  |
| 6화           | 카트리에일과 시간을 달리는 버스           | 2019년 4월 25일  |
| 7화           | 래트맨 리턴즈                             | 2019년 5월 2일   |
| 8화           | 1억 파운드는 바람과 함께 사라지다         | 2019년 5월 2일   |
| 9화           | 나의 고양이의 비밀                        | 2019년 5월 9일   |
| 10화          | 레이튼 교수와 보물 레릭스-에피소드1       | 2019년 5월 9일   |
| 11화          | 미스터리 사건 뉴 시네마 천국              | 2019년 5월 16일  |
| 12화          | 아스푸아로의 런던의 휴일                  | 2019년 5월 16일  |
| 13화          | 카트리에일과 도플갱어                     | 2019년 5월 23일  |
| 14화          | 천재 분석관 제럴딘 로이어                 | 2019년 5월 23일  |
| 15화          | 카트리에일과 미스터리 서클                | 2019년 5월 30일  |
| 16화          | 카트리에일과 판다의 행진                  | 2019년 5월 30일  |
| 17화          | 카트리에일과 런던의 괴물                  | 2019년 6월 6일   |
| 18화          | 몰렌트리 급행열차와 세 개의 사건          | 2019년 6월 6일   |
| 19화          | 외로움과 영혼                             | 2019년 6월 13일  |
| 20화          | 레이튼 교수와 보물 레릭스-에피소드2       | 2019년 6월 13일  |
| 21화          | 카트리에일과 달콤한 향의 미로             | 2019년 11월 7일  |
| 22화          | 초 고성능 로봇 어시맨                     | 2019년 11월 7일  |
| 23화          | 카트리에일과 오피스 잠입 대작전           | 2019년 11월 14일 |
| 24화          | 시계태엽 디저트                           | 2019년 11월 14일 |
| 25화          | 러브스토리 리버사이드 페스티벌            | 2019년 11월 21일 |
| 26화          | 노아의 일기                               | 2019년 11월 21일 |
| 27화          | 도망자 카트리                             | 2019년 11월 28일 |
| 28화          | 템즈 스토리                               | 2019년 11월 28일 |
| 29화          | 카트리에일과 네스호의 네시                | 2019년 12월 5일  |
| 30화          | 카트리에일과 불멸의 뱀파이어              | 2019년 12월 5일  |
| 31화          | 우리 아내는 마녀                          | 2019년 12월 12일 |
| 32화          | 카트리에일과 별에서 온 왕자               | 2019년 12월 12일 |
| 33화          | 카트리에일과 우주선 벤갈리언 살인사건     | 2019년 12월 19일 |
| 34화          | 레이튼 교수와 보물 레릭스-에피소드3       | 2019년 12월 19일 |
| 35화          | 레이튼 교수와 보물 레릭스-에피소드4       | 2019년 12월 26일 |
| 36화          | 저주받은 런던 컬렉션                      | 2019년 12월 26일 |
| 37화          | 민튼, 새로운 야망                         | 2020년 1월 2일   |
| 38화          | 춤추는 스코틀랜드 야드의 대수사선         | 2020년 1월 2일   |
| 39화          | 카트리에일과 투명 베이비                  | 2020년 1월 9일   |
| 40화          | 제럴딘 로이어와 마지막 손님               | 2020년 1월 9일   |
| 41화          | 카트리에일과 기묘한 심령 사진             | 2020년 4월 9일   |
| 42화          | 명탐정 셜로 콤즈                          | 2020년 4월 9일   |
| 43화          | 카트리에일과 호러 캐슬 VR                 | 2020년 4월 16일  |
| 44화          | 요리왕 카트리에일                         | 2020년 4월 16일  |
| 45화          | 카트리에일과 고스트 클럽                  | 2020년 4월 23일  |
| 46화          | 카트리에일과 천의 얼굴 모나리자           | 2020년 4월 23일  |
| 47화          | 부호왕 아리아드네의 음모 (전편)           | 2020년 4월 30일  |
| 48화          | 부호왕 아리아드네의 음모 (후편)           | 2020년 4월 30일  |
| 49화          | 레이튼 교수와 보물 레릭스-에피소드5       | 2020년 5월 7일   |
| 마지막 화(50) | 레이튼 교수와 보물 레릭스-파이널 에피소드 | 2020년 5월 7일   |